# Hjálparfoss

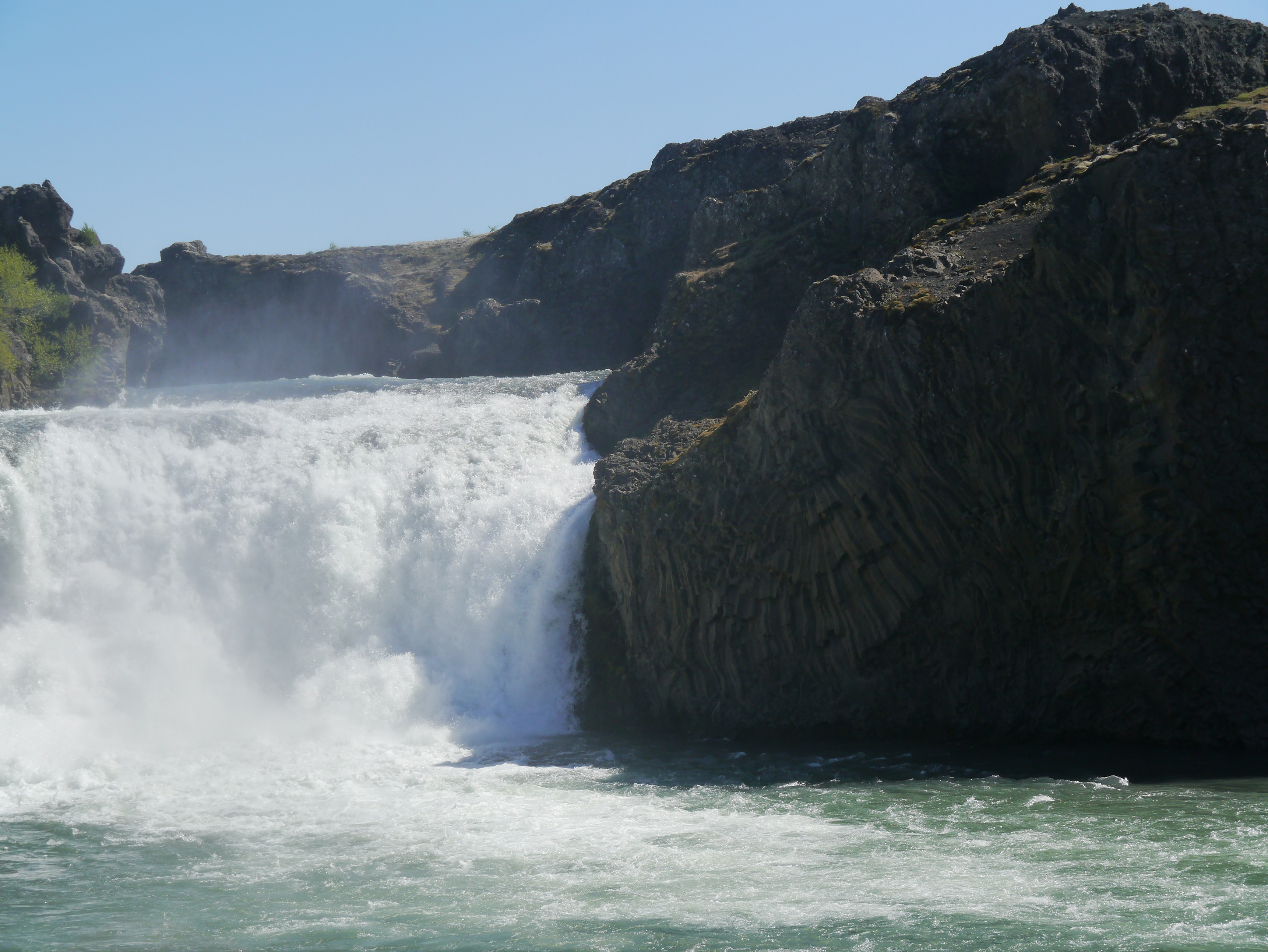
Hjálparfoos

Hjálparfoss är ett vattenfall i republiken Island. Det ligger i regionen Suðurland, i den sydvästra delen av landet. Floden Fossá faller ner cirka 9 meter mellan basaltpelare i två armar. Hjálparfoss fridlystes år 2020.